# Herreruela de Oropesa
Herreruela de Oropesa es un municipio y localidad española de la provincia de Toledo, en la comunidad autónoma de Castilla-La Mancha.  El término municipal tiene una población de 328 habitantes (INE 2024).

## Toponimia
El término Herreruela de Oropesa se deriva de 'pequeña herrería' y su complemento de la comarca a la que pertenece. Así lo testimonia su antiguo nombre de Ferreruela, ya en 1156.

## Geografía
El municipio se encuentra situado en la comarca de la Campana de Oropesa, en el llano del campo Arañuelo, frente a la sierra de Gredos, entre encinas, alcornoques y monte bajo. 
El término municipal de Herreruela de Oropesa tiene una superficie aproximada de 10,50 km² y linda por el norte con Oropesa, al este con Lagartera, al sur con Torrico, y, al oeste con Caleruela y Calzada de Oropesa. Pertenece a la comarca de La Campana de Oropesa, en el extremo noroccidental de la provincia de Toledo, limitando con las de Ávila por el norte y Cáceres por el oeste. 
Hoy día queda bajo la influencia administrativa y comercial de Talavera de la Reina y en el partido judicial de Puente del Arzobispo, aunque Navalmoral de la Mata, ya en la provincia de Cáceres también supone un polo de atracción comercial para los vecinos de la villa.
El núcleo urbano está situado a 378 metros sobre el nivel del mar, en la confluencia de la Autovía del Suroeste (p.k. 154,000). Se encuentra a 115 kilómetros de la capital provincial.
| Noroeste: La Calzada de Oropesa | Norte: Oropesa (exclave) | Noreste: Lagartera |
| Oeste: La Calzada de Oropesa    |                          | Este: Lagartera    |
| Suroeste: Caleruela             | Sur: Torrico             | Sureste: Lagartera |

### Relieve
El término municipal tiene una forma alargada en sentido norte-sur; la línea de ferrocarril Madrid-Cáceres y la autovía N-V lo cruzan de este a oeste al norte del núcleo urbano, que se encuentra en el centro aproximado del término; la mitad septentrional es llana mientras que la parte sur está accidentada por la sierra de la Ventosilla, de formaciones graníticas. En cualquier caso, presenta un paisaje bastante uniforme con los municipios vecinos, enmarcados por el protagonismo de la sierra de Gredos al norte. La altura media del término municipal se sitúa en torno a los 378 m. sobre el nivel del mar.

### Suelos

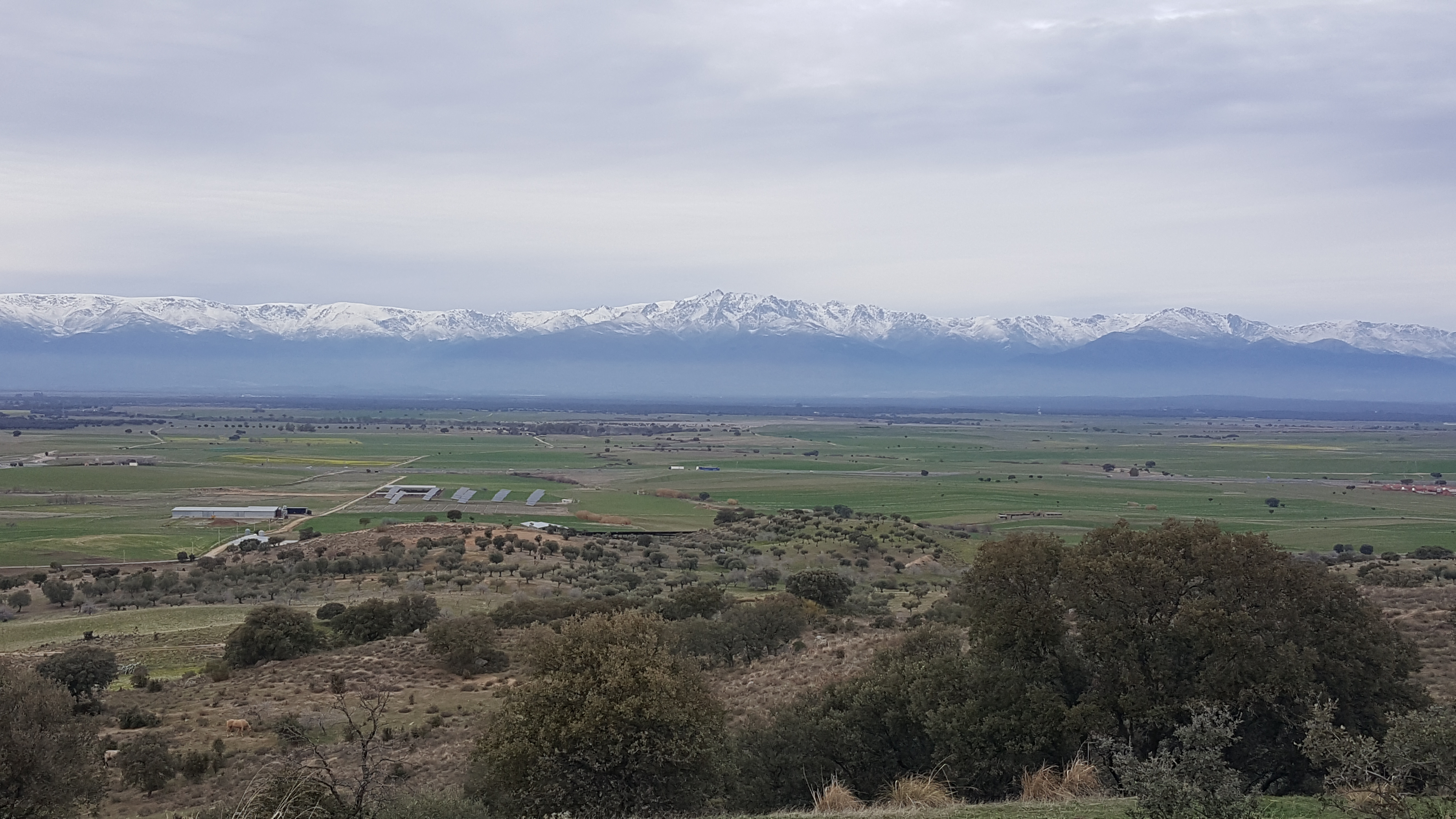
Vista desde el cerro de los Castrejones

Orográficamente, se observa una gradación de zonas según su altura en sentido sur-norte. Las zonas más altas del municipio se sitúan al Sur, en las cumbres de los Altos de los Cuervos (con una altitud de unos 491 m), mientras que en el límite Norte del término municipal se localiza la zona de menor altitud (con unos 345 m aproximadamente). En cuanto a las pendientes, mientras la zona situada al norte de la carretera nacional Madrid-Badajoz apenas posee pendientes apreciables (a lo sumo del 1,5% en algunos lugares, en el área situada al Sur aparecen ya pendientes del 2 al 5%.
En el municipio de Herreruela de Oropesa podemos identificar tres tipos de suelos diferentes:
- Toda la zona Norte del término municipal de Herreruela de Oropesa se asienta sobre terrenos Miocénicos, cuya litología se compone fundamentalmente de conglomerados y arenas. En esta zona encontramos los suelos denominados por la FAO gleysoles. Son aquellos suelos que presentan una clara hidromorfía en los primeros 50cm y en donde las formas de hierro están en su mayor parte en estado ferroso. Estos suelos se localizan normalmente en situaciones deprimidas, endorreicas y por lo tanto se encharcan con facilidad, permaneciendo parte del año saturadas con agua. Se desarrollan generalmente sobre materiales no consolidados como por ejemplo arenas y arcillas. En nuestra área de estudio, encontramos concretamente gleysoles dístricos, los cuales tienes un grado de saturación en bases bajo, siempre inferior al 50%.
- La segunda formación geológica en importancia del municipio son los granitos de grano grueso de tipo porfiroide existentes al Este y Sureste del núcleo urbano de Herreruela de Oropesa, donde abundan los granitos de dos micas, con predominio de la biotita. Encontramos aquí los suelos denominados por la FAO cambisoles.
- Los cambisoles son suelos en una etapa inicial de formación. Se caracterizan por el desarrollo de un horizonte B de alteración (B cámbico) que da lugar a que la textura y estructura sean distintas a las de las rocas de base. Es un horizonte que se forma por alteración “in situ” de los minerales de la roca o de los materiales de partida y que se traduce en un color pardo vivo, una estructura típica, una liberación de óxidos de hierro y la presencia todavía en cantidad apreciable de minerales alterables procedentes de los materiales parentales. Un ejemplo clásico lo constituyen los suelos formados a partir de los granitos (como es el caso). Se ve cómo la roca se va aflojando, se altera poco a poco, aún recuerda la roca granítica de la que se partió, pero tiene estructura de suelo que es distinta a la de la roca y un color pardo o pardo rojizo debido a la liberación del hierro, procedente de las biotitas, pero aún permanece sin alterar gran porción de minerales, por ejemplo, parte de la moscovitas y de los feldespatos. Se trata de un simple proceso de alteración deteniéndose ahí la evolución. Los cambisoles tienen características derivadas de su textura equilibrada: la fracción arenosa facilita el drenaje y frena la ascensión de agua hasta la superficie, lo que disminuye la cantidad evaporada por el suelo, lo que unido a que, como son suelos de capacidad de retención media, se mantiene mejor la reserva de agua y en consecuencia la evapotranspirada puede ser mayor, con lo cual las plantas cubren bastante bien sus necesidades hídricas. En concreto, en el área central del término municipal encontramos los denominados cambisoles eútricos. Son los cambisoles que no tienen carbonato cálcico en el perfil, al menos entre los 20 y 50cm., pero que tienen una saturación en bases alta, siempre superior al 50%. El horizonte superficial es de tipo A ócrico, con colores claros como corresponde al bajo contenido en materia orgánica. Son suelos cuyo pH está siempre próximo a la neutralidad con valores comprendidos entre 6,5 y 7,5. Las texturas oscilan entre franco arenosas y franco arcillosas y los contenidos en materia orgánica apenas llegan al 1%. Estas características permiten contemplar los terrenos próximos al núcleo urbano como aptos para ser urbanizados y edificados, sin que su desarrollo urbanístico represente problema alguno para el futuro. En el límite Sureste del término municipal, encontramos suelos del tipo cambisoles dístricos, suelos ácidos con bajo hasta regular contenido en bases. Dentro de los cambisoles (y compartiendo las características generales de este tipo de suelos comentadas en el punto anterior) los cambisoles dístricos se caracterizan por su acidez, pH entre 5 y 6, y bajo contenido en materia orgánica, pues en el horizonte A los valores oscilan entre 1 y 2,5%. No tienen carbonato cálcico en la masa del suelo y el grado de saturación de estos suelos es siempre inferior al 50%. Todas estas propiedades corresponden además con un perfil que presenta un horizonte superior claro de unos 15cm cuando no se cultiva, que descansa sobre otro al que llamamos cámbico, que suele tener unos 25cm de espesor y ya por debajo el material originario más o menos descompuesto.

### Hidrografía

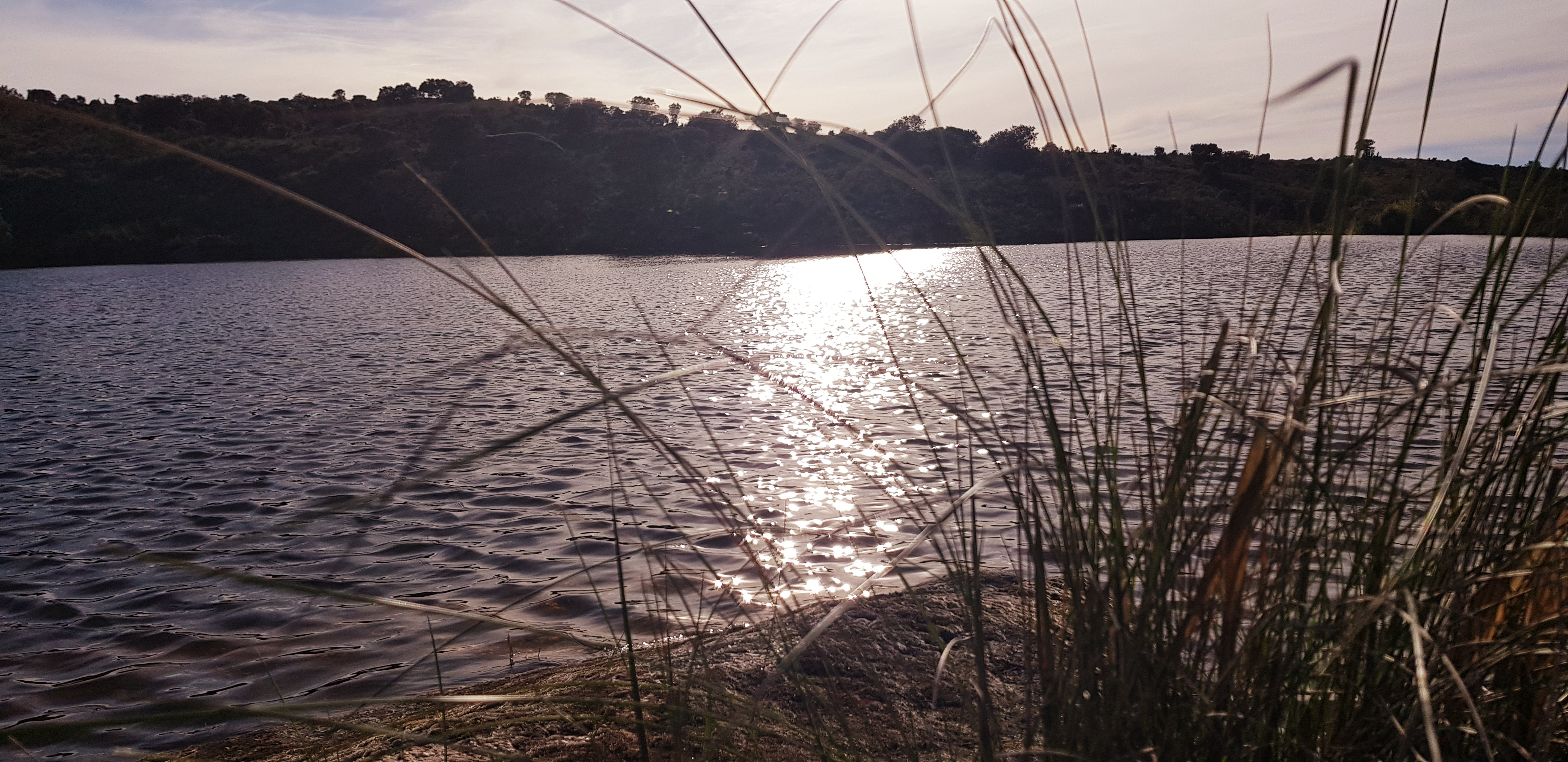
El conocido como primer pantano

Herreruela de Oropesa pertenece en su totalidad a la Cuenca del Tajo, aunque podemos distinguir dos zonas hidrogeológicas en función de si vierten sus aguas al Tiétar (afluente del Tajo) o directamente al Tajo. 
Al norte del término municipal, se hallan dos riachuelos y el arroyo del Riscalejo, cursos de agua intermitente que fluyen en sentido sur-norte y desembocan en el Arroyo de la Cerrada, también intermitente y cuyas aguas, ya fuera del municipio de Herreruela de Oropesa y después de pasar por numerosos arroyos, desembocan en el Tiétar.
Entre el núcleo de Herreruela y el límite occidental del término municipal, se encuentra el arroyo del Carcaboso, curso temporal de agua que discurre en sentido Sur-Noroeste yendo a desembocar, ya fuera del término municipal, al arroyo Fresnedoso, curso permanente de agua que desemboca también en el río Tiétar.
Al sur del núcleo urbano de Herreruela, circulando en sentido sur-norte primero y este-oeste después, se encuentra el arroyo del Molinillo, curso de agua temporal que transporta las aguas desde los Altos del Cuervo hasta el embalse de Valdecañas, ya en el curso del río Tajo.
Otro aspecto de la hidrología superficial son los manantiales. Al Sureste del núcleo urbano de Herreruela de Oropesa se halla el Manantial de las Cruces, mientras que en el límite Norte del término municipal, en la zona denominada como La Corrochana, podemos hallar un segundo manantial. Hay también una fuente al sur del municipio, en la zona de los Altos del Cuervo y próxima al curso de agua del arroyo del Molinillo, denominada la Fuente del Veneruelo.
Con respecto a la hidrogeología subterránea, debemos resaltar que en la zona Sureste del municipio, donde los terrenos son graníticos, no se excluye la existencia de pequeños acuíferos libres asentados en las áreas de alteración o arenización. 
Por otro lado, y según se indica en el mapa de vulnerabilidad a la contaminación de los mantos acuíferos elaborado por el Instituto Geológico y Minero de España, el municipio de Herreruela de Oropesa se incluye dentro de las zonas en las que, por no existir prácticamente afloraciones de formaciones permeables (o bien no existen acuíferos, o bien se trata de acuíferos cautivos profundos protegidos de la contaminación por grandes espesores de formaciones sedimentarias impermeables -margas, arcillas, etc.-), la contaminación afectará casi exclusivamente a las aguas superficiales. A pesar de ello, no se excluye la existencia de pequeños acuíferos libres aislados, muy vulnerables a la contaminación, asentados en las áreas de alteración.
El término cuenta con diversos pozos de donde se viene captando agua. La calidad de las aguas es baja.

### Clima
El clima de la población es de veranos calurosos e inviernos fríos y largos. Poseen clima extremo, suavizado en verano por la influencia de la sierra de Gredos y más extremo en invierno. La lluvia es abundante en invierno, así como la constante niebla y las heladas nocturnas. Es frecuente que todos los años hay un día o varios de nieve, pero ya poco a poco es menos frecuente. Los veranos son de días largos y calurosos, con fuertes tormentas a final de verano.
El promedio térmico anual se sitúa alrededor de los 16 °C y oscila entre los 6,1 °C de enero, el mes más frío, y los 26,9 °C del mes de julio, el más cálido. Se han registrado heladas hasta abril inclusive y a partir de noviembre, con mínimas que en ocasiones han llegado hasta los -5 °C. Éste es un parámetro de importancia para la vegetación, ya que la duración de la estación libre de heladas (unos 190 días) determina una moderada parada vegetativa. 
Los vientos soplan en general con velocidades bastante bajas, y concretamente en la estación meteorológica de Toledo Buenavista, la dirección del viento dominante varía entre el frío Solano, del Este, y el templado Gallego, del Oeste.
En cuanto a las precipitaciones, presentan unos valores promedio anuales de unos 550 mm (para el período 1989-1999), con una evapotranspiración potencial anual, calculada por el método de Thornthwaite, por encima de los 700 mm. Por otro lado, el crecimiento vegetativo se ve limitado por un déficit hídrico acumulado que empieza en los meses de junio-julio y tiene su máximo en septiembre.
Como consecuencia de la observación de los datos del balance hídrico (P–ETP) de las distintas estaciones, se puede indicar que existe un componente vectorial de evolución de los distintos parámetros climáticos de la zona de estudio que va en dirección SONE, y en el que se manifiesta un aumento del superávit de agua y una disminución del déficit.
Todo ello, define que, bioclimáticamente, el municipio de Herreruela de Oropesa se encuadre dentro de la Región Mediterránea, Piso Mesomediteráneo Medio Seco (en el límite con el Subhúmedo) con un clima atemperado gracias al resguardo proporcionado por la sierra de Gredos.
El estudio climatológico de la zona se ha realizado sobre la base de datos termopluviométricos de cinco estaciones situadas una en la provincia de Cáceres (Bohonal de Ibor) y cuatro en la provincia de Toledo (Talavera de la Reina, Dehesón del Encinar, Velada y El Puente del Arzobispo). La elección de las mencionadas estaciones meteorológicas, todas termopluviométricas, viene justificada por su proximidad y similitudes (altitudinal, topográfica, etc.) con nuestra zona de estudio.

## Naturaleza

### Vegetación y paisaje

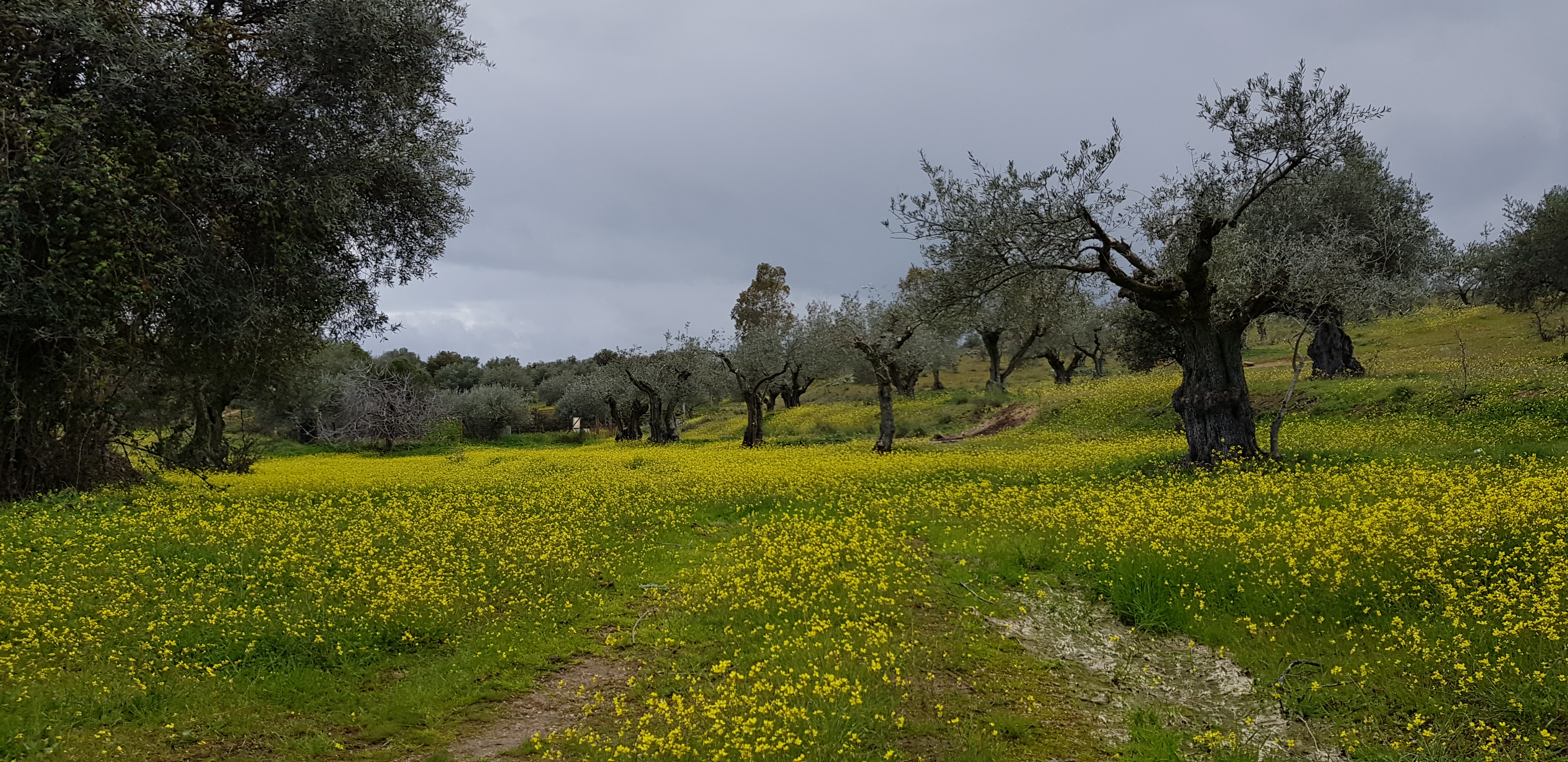
Ejemplo de la vegetación que se puede encontrar en Herreruela de Oropesa

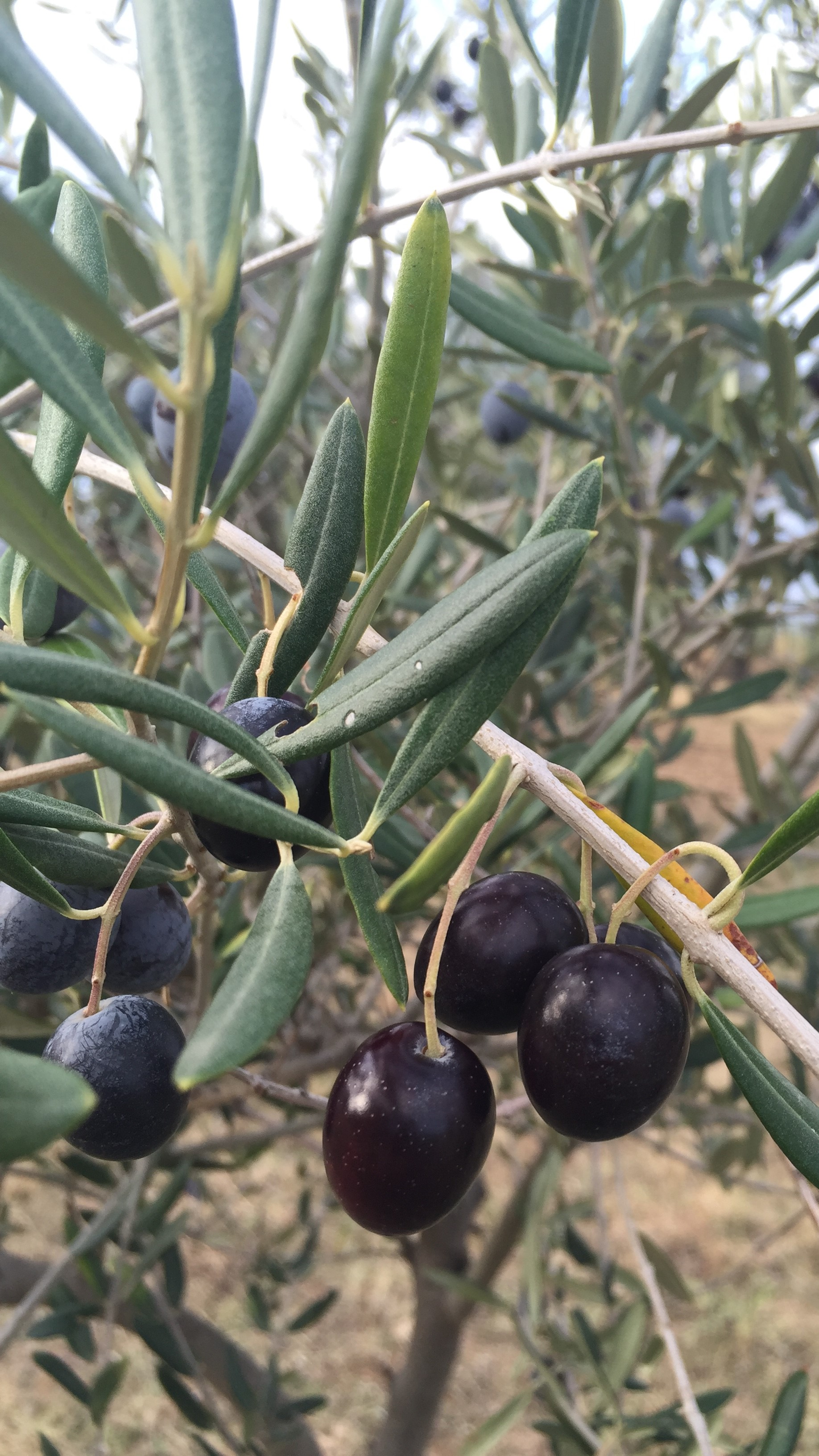
Aceitunas en los olivos

Herreruela de Oropesa, como el resto de la comarca, se caracteriza por su llanura, enmarcada por la sierra de Gredos al norte y el valle del Tajo al sur.
La suma de factores geomorfologógicos, climáticos y edafológicos determina una vegetación potencial de encina (Quercus ilex) en solanas, en situaciones medias alcornoque (Quercus suber), y en umbrías el quejigo (Quercus faginea). El sotobosque que acompaña está constituido fundamentalmente por la estepa (Cistus monspeliensis) y la lavanda (Lavandula stoechas).
Las actividades antrópicas de aprovechamiento agrícola, ganadero y forestal sobre el territorio han dado lugar a que en algunas zonas se produzca una sustitución de las comunidades climácicas, creándose un mosaico vegetal compuesto por los siguientes paisajes:
• Labor intensiva con barbecho blanco (año y vez): Se localiza principalmente en el límite Norte del término municipal y también al oeste del núcleo urbano de Herreruela de Oropesa, ocupando unas 161Ha. Este tipo de aprovechamiento se corresponde con situaciones edafológicas desfavorables, en terrenos de poca profundidad y fertilidad baja. La alternativa clásica es la de cereal-barbecho, empleándose como cereal el trigo, la cebada y la avena.
• Labor intensiva al tercio: Se sitúa este aprovechamiento al norte del núcleo urbano de Herreruela de Oropesa, entre éste y la carretera nacional V, ocupando unas 312Ha. Se trata de terrenos pobres en los que se cultiva cebada, avena o trigo, un año de cada tres, con producciones muy bajas debido a la mala calidad de las tierras.
• Labor extensiva al cuarto y quinto año: Se localiza al noroeste del término municipal, por encima de la carretera nacional V, ocupando una superficie de 215Ha. Se trata de terrenos cuyo principal aprovechamiento es el pastizal, aunque con el fin de alimentar al ganado en las épocas de escasez, se cultiva una parte. Esta alternancia es típica de las grandes fincas, que se dividen en 4 o 5 partes y se establece una rotación de cultivo y pasto. El cultivo es cerealista (cebada, avena), siendo las producciones del orden de 900Kg. para la cebada y 700Kg. para la avena.
• Olivar para almazara: Se sitúa este aprovechamiento al Sur del núcleo urbano de Herreruela de Oropesa, ocupando unas 84Ha. Se trata por lo general de plantaciones adultas con un marco aproximado de 6 X 6 o 7 X 7. Las producciones son bajas, ya que la media de verdeo son 900Kg/Ha, lo que supone unos 7Kg/árbol. El rendimiento en aceite es del 16% por lo que se obtienen unos 150Kg/H de aceite.
• Pastizal: Ocupa una superficie de 205Ha. que se localiza principalmente en la zona Sur del término municipal (Altos del Cuervo). En general se trata de pastos escasos y pobres, situados sobre tierras ácidas muy degradadas y erosionadas, que permanecen encharcadas gran parte del invierno por tener a escasa profundidad una capa impermeable. Las especies que lo pueblan son muy variadas, siendo las más significativas entre las leguminosas: Anthyllis lotoides, Caronilla dura, Lathyrus angulatus, Lotus conimbricensis y diversos Trifolium (subterraneum, tomentosum, angustifolium, arvense, etc). Entre las gramíneas se encuentran la Avena sterilis, Bromus rubens, Poa bulbosa, Vulpia bromoides, Gaudinia fragilis y otras. Asimismo existen otras especies como Plantago bellardi, Helianthemum guttatum, Euphorbia exigua, Rumex acetosella, Filago gallica, Diplotaxis catholita, etc. Al ser pastos pobres, el aprovechamiento fundamental es a base de ganado ovino y caprino, siendo la carga estimada de una oveja por Hectárea. y año. No obstante, en verano (de julio a octubre) hay que ir a las rastrojeras y en invierno (diciembre y enero) se hace necesario darles un suplemento a base de paja. Normalmente tan sólo durante 3 meses al año se puede decir que el pastizal es suficiente para alimentar el ganado. Respecto al ganado vacuno, la carga ganadera es de 0,05 U.G.M/ha y año.
• Pastizal-matorral: Se sitúa este aprovechamiento al Sur del núcleo urbano de Herreruela de Oropesa, entre el Arroyo del Molinillo y el límite municipal, ocupando unas 48 ha. Se trata de pastizales invadidos por matorral en una proporción del 40%. Son suelos pobres que van siendo abandonados por su baja rentabilidad. Las especies pastables que lo pueblan son las descritas en el punto anterior (Pastizal), en tanto que el matorral es en gran medida Cistus monspeliensis; dicho matorral esquilma el suelo produciendo su acidificación, por lo que es conveniente eliminarlo de los pastizales si se quiere evitar su degradación. Al ser la riqueza de pastos menor, la carga ganadera admisible es menos de la mitad que en el pastizal.
• Pastizal-matorral con arbolado: Se localiza en el límite Sureste del término municipal, ocupando una superficie de 13Ha. Son zonas de pasto invadidas por matorral, en las que hay arbolado de Quercus ilex con un porcentaje de cabida cubierta de 50 pies por Hectárea. Las características del pastizal y matorral son las reseñadas en el punto anterior (Pastizal-matorral), con una proporción de matorral del 30%.

### Fauna
El norte del término municipal, concretamente, desde la línea férrea, se encuentra incluido en la delimitación del LIC/ZEPA Llanuras de Oropesa, Lagartera y Calera y Chozas.
Acabaremos esta descripción del medio físico con una breve enumeración de las especies animales más destacables, en función del hábitat en el cual se hallan normalmente.
En los hábitats acuáticos (arroyos estacionales, charcas...) encontramos anfibios como el sapo común (Bufo bufo) o la salamandra (Salamandra salamandra).
Entre los mamíferos que se encuentran en hábitats agrícolas (cultivos, prados, pastizales...) podemos citar al conejo (Oryctolagus cuniculus), la liebre (Lepus sp.), el ratón de campo (Apodemus sylvaticus). Pasando ya a la fauna ornítica, encontramos a la perdiz roja, la paloma torcaz (Columba palumbus), la paloma torera o campesina, la tórtola, el zorzal (Turdus philomelos) y al cuervo (Corvux corax).
En los hábitats arbolados, destacan mamíferos como la ardilla (Sciurus vulgaris), además de reptiles como la culebra bastarda (Malpolon monsprasulanus). En el apartado de aves, citar a la lechuza común (Tyto alba).

## Historia
Se ignora sus orígenes, aunque se sabe que Herreruela fue un municipio que formó parte del Condado de Oropesa cuyos titulares, como es bien sabido, fueron los Álvarez de Toledo desde 1369. Primero como señores, iniciándose con D. García Álvarez de Toledo, quien recibió la merced inicial de Enrique II, continuando hasta el quinto señor D. Fernando Álvarez de Toledo y Zúñiga a quien los Reyes Católicos otorgaron el título de conde de Oropesa, a cuyo linaje y jurisdicción quedó ligada la villa de Herreruela hasta el siglo XIX, junto con doce pueblos toledanos. 
Entre los representantes de los concejos y lugares del condado que reciben al primer conde, se encuentran los de nuestra villa. Corría el último tercio del siglo XV. 
Por aquellas fechas era un lugar llamado Ferreruela al que autores como Jiménez de Gregorio, atestiguan su existencia en 1156 quizás como simple alquería. De cualquier forma, es posible que su nacimiento se deba a la instalación de alguna herrería para atender el mantenimiento de las extensas labores agrícolas y ganaderas que en aquellos parajes se desarrollaron y quizás también como servicio a los transeúntes del vecino camino real de Extremadura.
En torno a esta pequeña industria se agruparon los primeros pobladores dando lugar a una aldea cuya población en 1587 era de sesenta vecinos. Dos siglos más tarde vemos a los de Oropesa, señalándoles un término sin jurisdicción en 1751. No tardando en colisionar con los intereses del vecino pueblo de Lagartera con quien sostienen un pleito en 1764 por cuestiones de aprovechamiento de la dehesa boyal. 
En el siglo XVIII la fiscalidad señorial de Herreruela superaba a la real y eclesiástica, valorando su alcabala en 2600 rls. y las tercias de sus diezmos 80 fanegas de trigo, 33 de centeno y 14 de cebada. 
A mediados de la centuria anterior se cifran 59 vecinos que suman aproximadamente 240 habitantes, censándose a finales 211. Se dedican a la agricultura y ganadería. La población carecía de bienes propios, aprovechando los montes comunales y alguna pequeña industria. A finales del siglo XVII pertenecía al estado de Oropesa.
Hasta la reforma de la nomenclatura municipal de 1916 el municipio se llamaba simplemente Herreruela. En dicha fecha su nombre fue modificado por el de Herreruela de Oropesa.

## Demografía
Cuenta con una población de 328 habitantes (INE 2024).
| Gráfica de evolución demográfica de Herreruela de Oropesa entre 1842 y 2021 |
| |
| Población de derecho según los censos de población del INE Población de hecho según los censos de población del INEEn estos censos se denominaba Herreruela: 1842, 1857, 1860, 1877, 1887, 1897, 1900 y 1910 |

Los datos demográficos que obran en los archivos históricos denotan una evolución no continua en cuanto a efectivos poblacionales. Así, en el siglo XVI, esta villa contaba una población de unos 300 habitantes, entre los cuales había una importante población de origen morisco. Sin embargo, esta comunidad se vio obligada a abandonar la villa al tiempo que se producía la expulsión de los mismos, a pesar de la postura muy en contra del conde de Oropesa que pedía a la corona que se les permitiera quedar por ser de interés para sus estados. En 1587 figura una población de 70 vecinos, en el siglo XVIII cuenta Herreruela de Oropesa con una población de 59 vecinos y unos trescientos habitantes.
A principios del siglo pasado alcanzó el millar de habitantes, llegando a contar a mediados con casi 1300 habitantes, pero su tendencia es desde entonces descendiente, a favor de otros núcleos cercanos.
Ya en 1975 la población descendió a 596 habitantes, tendencia que se ha suavizado en las últimas décadas hasta contar, según la última revisión, con 387 habitantes.
En la siguiente tabla se muestra la evolución del número de habitantes entre 1996 y 2006 según datos del INE.
| 432                       | 435 | 439 | 426 | 422 | 407 | 420 | 474 | 461 | 445 | 466 | 454 | 387 |
| (Fuente: INE [Consultar]) |     |     |     |     |     |     |     |     |     |     |     |     |

NOTA: La cifra de 1996 está referida a 1 de mayo y el resto a 1 de enero.

## Administración y política

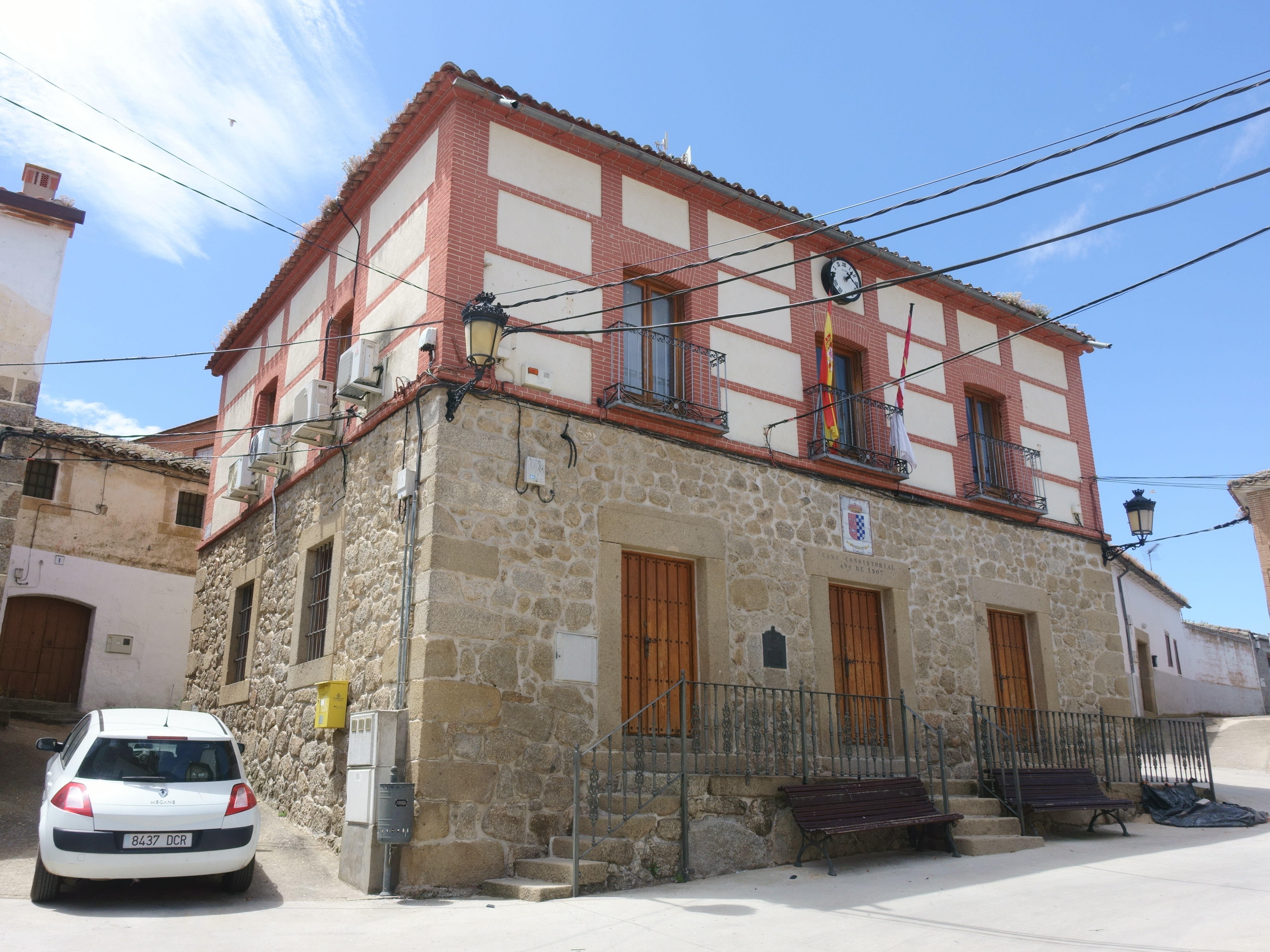
Casa consistorial

| Periodo   | Nombre                           | Partido |
| --------- | -------------------------------- | ------- |
| 1979-1983 | Nicolás Álvarez Iglesia          | UCD     |
| 1983-1987 | Isidro Estrada Alia              | AP      |
| 1987-1991 | Isidro Estrada Alia              | PP      |
| 1991-1995 | Justino Jiménez Fernández        | PSOE    |
| 1995-1999 | Justino Jiménez Fernández        | PSOE    |
| 1999-2003 | Tomás Natanael Estrada Fernández | PP      |
| 2003-2007 | Tomás Natanael Estrada Fernández | PP      |
| 2007-2011 | Tomás Natanael Estrada Fernández | PP      |
| 2011-2015 | Tomás Natanael Estrada Fernández | PP      |
| 2015-2019 | Tomás Natanael Estrada Fernández | PP      |
| 2019-2023 | Tomás Natanael Estrada Fernández | PP      |
| 2023-act. | María Dolores Núñez Arroyo       | PP      |

## Monumentos y lugares de interés
El mayor valor cultural de Herreruela de Oropesa es la iglesia dedicada a San Ildefonso que, siendo originalmente construida en el siglo XVI con una sola nave, cuenta con planta de cruz latina gracias al alargamiento de la nave y la disposición de un crucero a mediados del siglo XX.

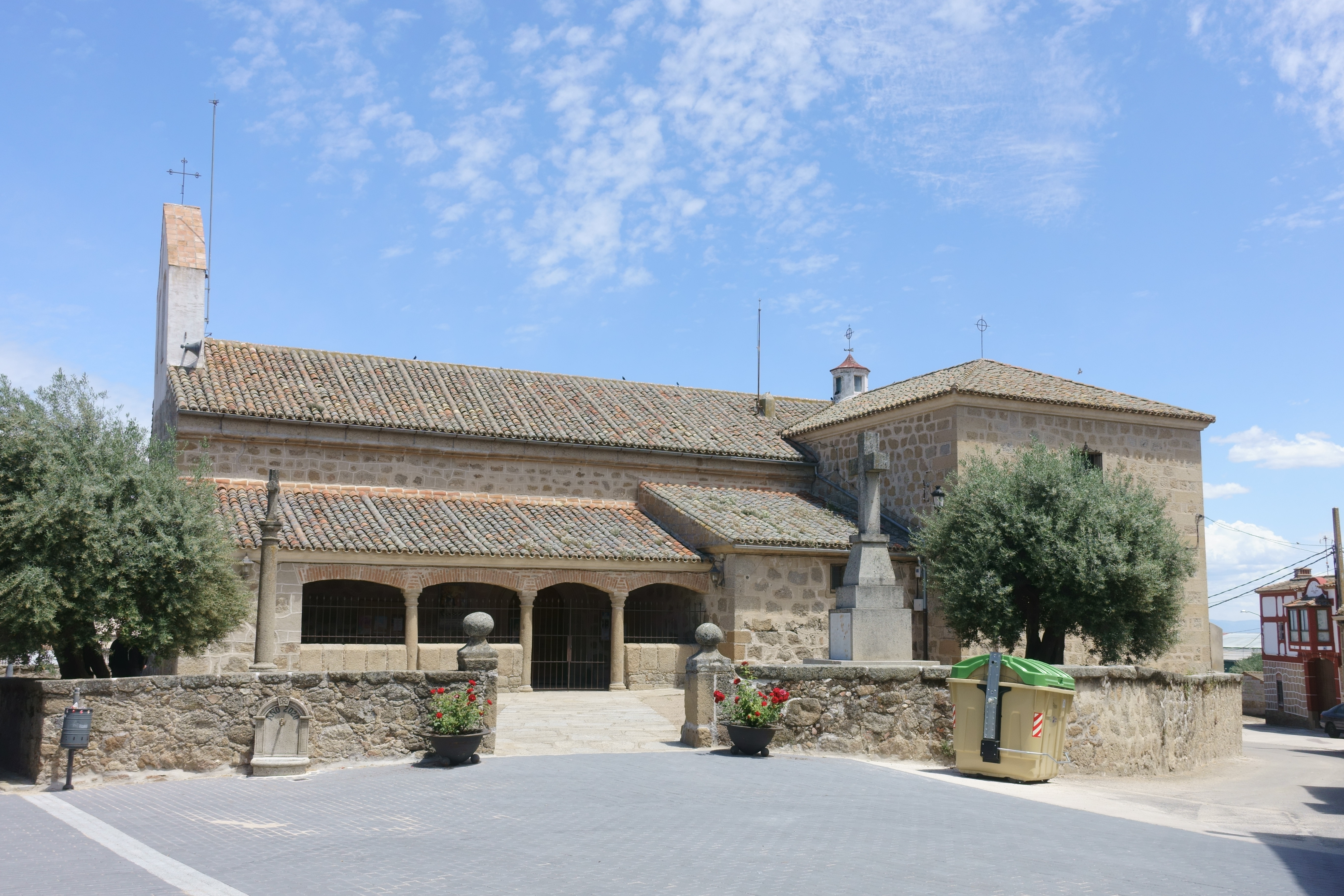
Iglesia parroquial de San Ildefonso

Existen otras edificaciones de cierto valor histórico, como las escuelas, el teleclub u otras construcciones residenciales.
Como sostiene Carlos Flores, "hacia Calzada de Oropesa se inicia el carácter extremeño del paisaje y, aunque los pueblos siguen fieles al tipo lagarterano, la influencia de la Extremadura inmediata se advierte ya en ciertos detalles: chimeneas, celosías de ladrillo..."
La edificación tradicional se caracteriza por tener una o dos plantas y estar en buena medida orientada a patios por los que se accede desde la calle y más cerrados respecto de la vía pública. El portón de entrada, a veces como única apertura a la calle, adquiere un fuerte protagonismo. 
En cuanto a materiales, predomina el ladrillo en aparejo toledano, como elemento de refuerzo del tapial o como relleno de entramados de madera. 
Las galerías y balcones han desaparecido por efecto de una cada vez mayor necesidad de hermetismo de la vivienda con respecto al exterior. Quizá sea ésta una constante en la arquitectura popular de la zona. Tradicionalmente, la vivienda se disponía al final del patio de acceso, dejando las naves agropecuarias junto al portón de entrada a la finca. 
Hoy día, la actividad cívica va perdiendo interés a favor del anonimato -heredero de los hábitos urbanos trasladados desde la ciudad por quienes emigraron- y así, en la actualidad, la vivienda, si se halla en el tejido urbano, se distancia de la calle con retranqueos y jardines delanteros aunque se prefiere la vivienda aislada de las afueras. 
Por el contrario, en el casco histórico los patios adquieren mayor protagonismo aunque con fuertes y altos cerramientos que les separan de los patios y miradas vecinas. De este modo, los patios mancomunados han perdido vigencia.

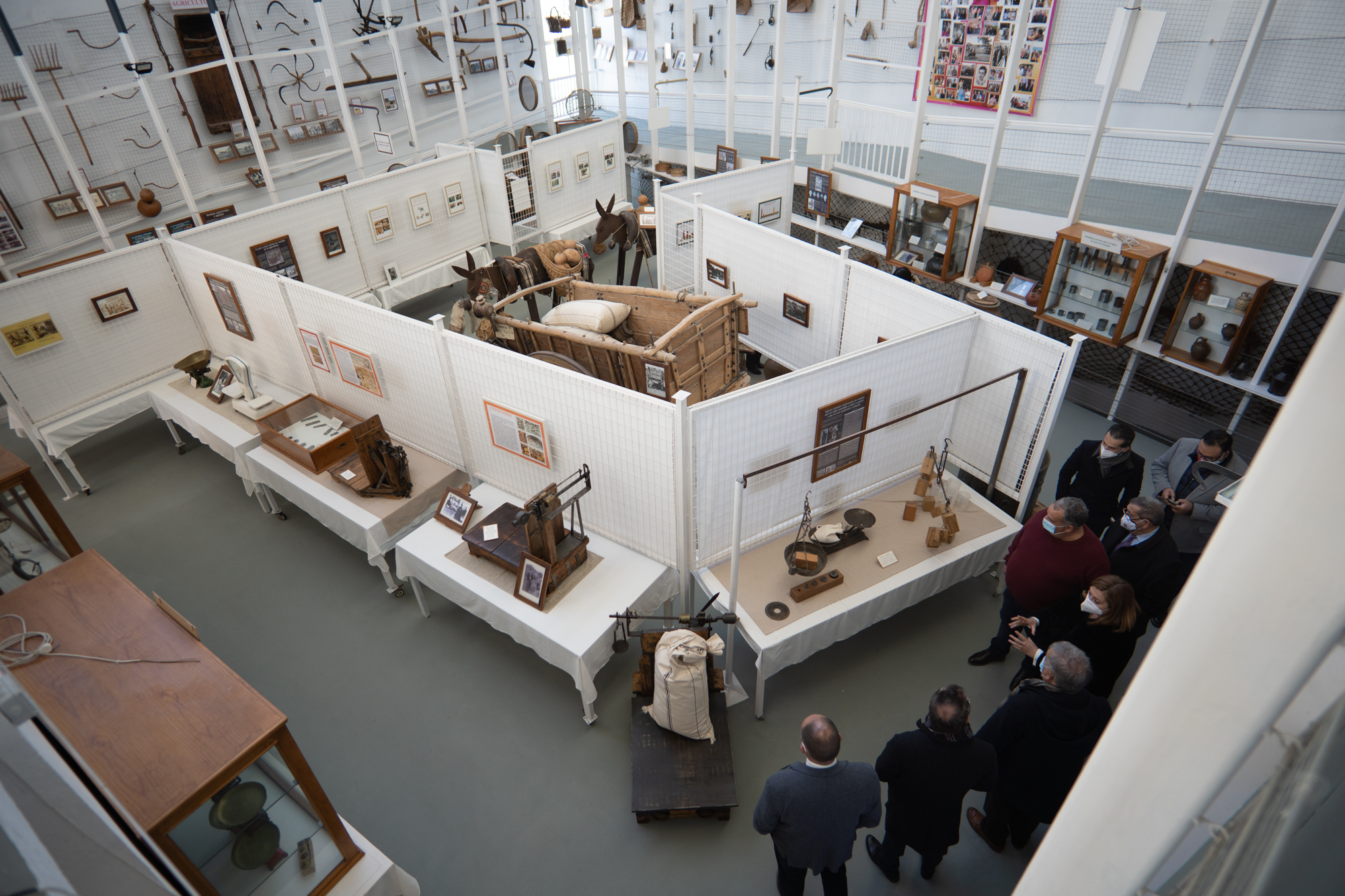
Vista del Museo Etnológico de Herreruela

- Iglesia parroquial de San Ildefonso. Con planta de cruz latina, la iglesia parroquial se compone de un atrio con dos cruces situadas a la entrada. Una de ellas dedicada a los difuntos y la otra de origen desconocido. La iglesia está bajo la advocación de San Ildefonso el cual se halla en el retablo del altar mayor. A nivel arquitectónico la iglesia no posee un estilo concreto. No tiene campanario pero posee una pequeña espadaña con tres campanas. Sobre dicha espadaña las cigüeñas (frecuentes en la población) tienen su nido de grandes dimensiones y que en más de una ocasión ha caído por el peso causando algún susto a los vecinos del pueblo.
- La Fundación Museo Etnológico que alberga el Museo de Pesas y Medidas Tradicionales donde se preserva también una colección de enseres y objetos todos ellos usados en la antigüedad por los habitantes de la población.[4]

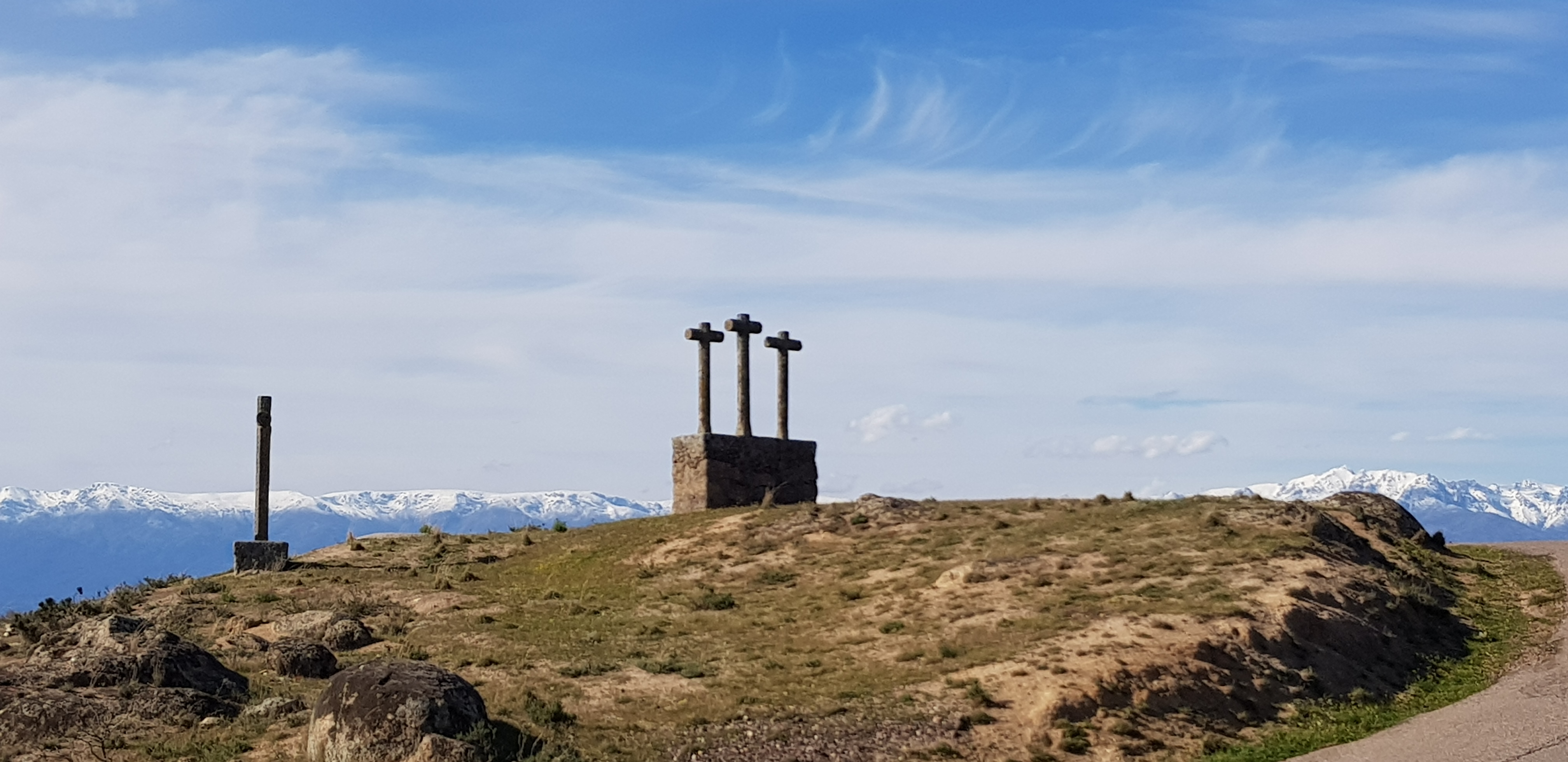
El Calvario, vista de las Tres Cruces

- El Calvario. Conocido también simplemente con el nombre de «las cruces». Considerado como uno de los calvarios mejor conservados de la zona. Discurre desde el atrio de la iglesia de San Ildefonso por diversas calles del pueblo hasta finalizar su recorrido en este característico cerro plagado de cruces. Se desconoce la antigüedad de las cruces, todas ellas de piedra y de iguales composiciones. Están hechas de piedra de granito (muy habitual en la zona), con una base cúbica de unos 90 - 110 cm de anchura por 80 cm de altura y una cruz de 120 cm de altura aproximadamente, con excepción de la triple cruz que culmina el monte, cuya base es mucho más alta y amplia. Se compone en total de 14 cruces. Es muy tradicional su Viacrucis, que se celebra el día de Viernes Santo a media mañana. En cada una de las cruces se reza lo que llaman una estación, que narra los momentos vividos por Jesucristo en la Pasión.

## Cultura

### Fiestas

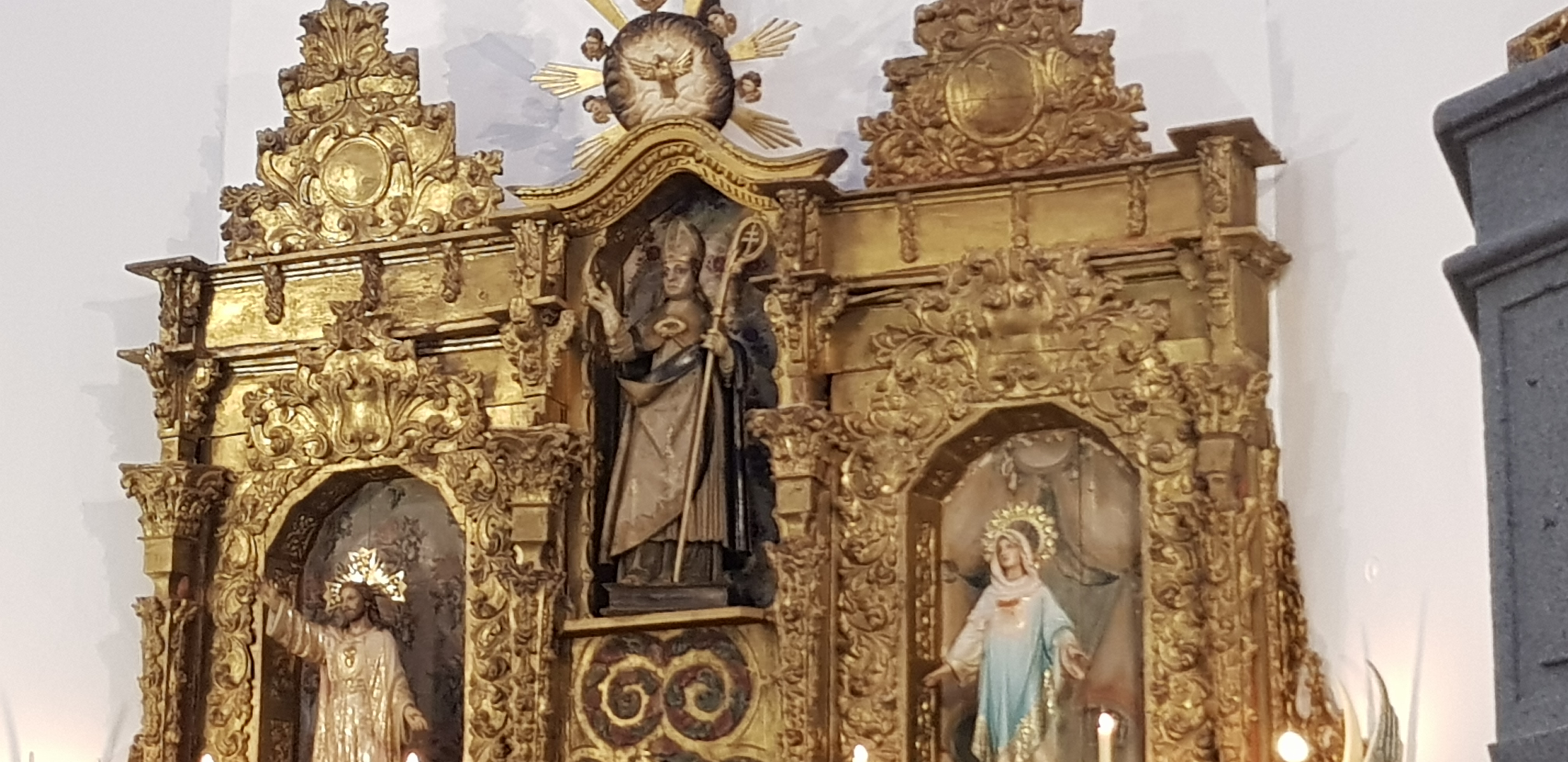
San Ildefonso en la parte superior del retablo del Altar Mayor

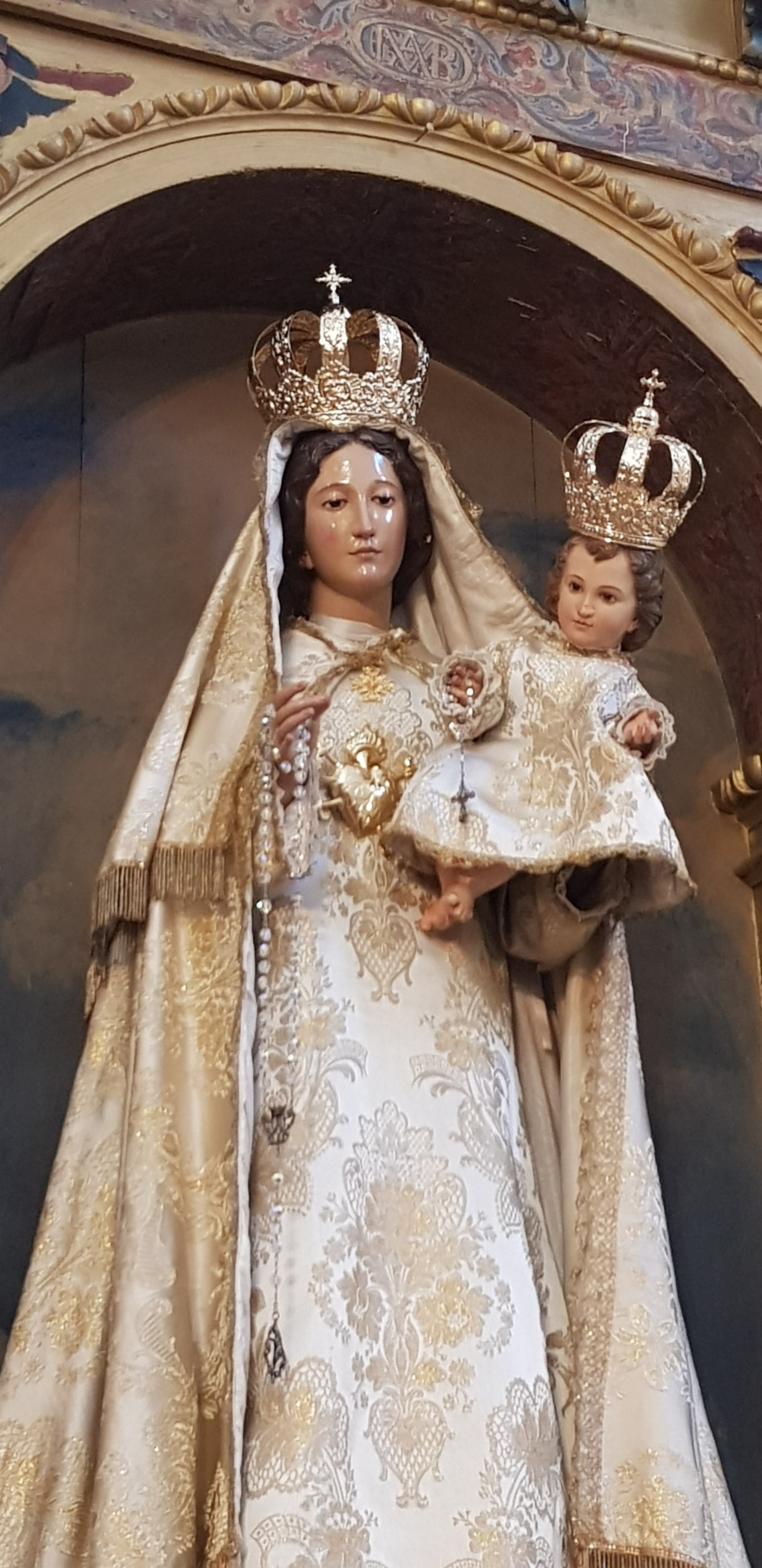
Virgen del Rosario

- 22 al 25 de enero: San Ildefonso. Es el patrón de la localidad. Durante los 9 días previos al día mayor, el 23 de enero, se celebra una novena en honor a San Ildefonso. En dicha novena se recuerda la vida y obra del santo a modo de oración y ofrenda. El día 22 de enero se celebra el día de las Vísperas. El mayordomo entrante preside la celebración eucarística y posteriormente se hace un convite para todo el pueblo. El día de la fiesta mayor, 23 de enero, se celebran por la mañana varias misas en honor al patrón. La misa mayor suele coincidir con el mediodía y suele ir acompañada de una procesión por las calles del pueblo, siempre que el tiempo lo permita. De especial interés es la subasta de los brazos de las andas en las que se transporta a San Ildefonso en la procesión. Estas pujas se llevan a cabo por un miembro de la hermandad, los interesados pujan en Fanega. Después se hace otro convite para todo el pueblo. El día posterior, 24 de enero, es el día de La Paz, se celebra una misa en honor a los difuntos hermanos del santo. No se sabe cuándo comenzó la tradición de la figura del mayordomo. Año tras año se pasan el báculo (bastón dorado que representa al que llevaba San Ildefonso) de mayordomo a mayordomo. Las listas están en orden de ingreso en la hermandad, por ahora solamente para los varones del pueblo. Los niños suelen hacerse hermanos del santo el mismo año que nacen por tradición. Por eso es muy habitual ver a los hombres durante los días que duren las fiestas con unas peculiares medallas colgadas de la camiseta o chaqueta con la imagen del santo y un lazo blanco. Los que ya han sido mayordomos la llevan de color dorado y los que aún no lo han sido de color plata. Las fiestas se completan con verbenas y varias celebraciones además de las religiosas.
- Segunda semana de agosto: fiestas de la Amistad. Deben su nombre puesto que se celebran en memoria de la gente que tuvo que marchar del pueblo a ciudades o zonas donde los recursos eran mayores. La mayoría de la población emigro a Blanes (Gerona) debido a la industrialización en la zona. Estas fiestas son las más populosas de la población debido a que se celebran en verano y aparte casi siempre coinciden con la fiesta de la Virgen de la Paloma, que es festivo nacional. Las fiestas se celebran durante varios días en los que se suceden actos principalmente de ocio puesto que la fiesta no se celebra en honor a ninguna advocación religiosa. Se celebran verbenas, juegos infantiles y para adultos, competiciones deportivas, bailes regionales, cabalgata de reina y damas de las fiestas (desfile de disfraces presididos con una carroza con la Reina y las Damas de Honor, todas ellas tienen que ser del pueblo pero vivir fuera). Las fiestas finalizan normalmente el martes después del fin de semana con una gran cena en el complejo deportivo del pueblo, acompañado de verbena, representaciones teatrales, etc.
- Cabe mencionar dentro de este apartado que la patrona del pueblo es la Virgen del Rosario. Su fiesta se celebra el día 7 de octubre pero en Herreruela de Oropesa dedican exclusivamente una misa en honor a la patrona. Por otro ladi, aún es tradición celebrar el día de San Marcos (25 de abril) el día del hornazo. Dicho día la gente prepara algo parecido a una torta rellena de chorizo, huevo cocido y carne que es tradición ir al campo a comer. El día 1 de noviembre, día de Todos los Santos se celebra el día del Calvote, en Herreruela más conocido como día de lucir. La gente se va al campo nuevamente a comer castañas, nueces, higos, etc. El nombre de lucir se empleaba originalmente cuando la gente no podía ir al campo a celebrar el Calvote por las lluvias y se juntaban en casa a la luz del candil a comerse los frutos secos.
- Recientemente se ha comenzado a celebrar cada año una romería hasta la ermita de San Isidro, construida recientemente en la zona sur del pueblo. Dicha ermita se encuentra a unos 2 kilómetros del núcleo de población. La celebración se hace el domingo más próximo al día 15 de mayo.